# NGC 3738
NGC 3738 је галаксија у сазвежђу Велики медвед која се налази на NGC листи објеката дубоког неба.
Деклинација објекта је + 54° 31' 26" а ректасцензија 11h 35m 48,2s. Привидна величина (магнитуда) објекта NGC 3738 износи 11,5 а фотографска магнитуда 12,1. Налази се на удаљености од 4,240 милиона парсека од Сунца. NGC 3738 је још познат и под ознакама UGC 6565, MCG 9-19-130, CGCG 268-60, IRAS 11330+5448, ARP 234, KUG 1133+548, PGC 35856.